# Chloe Bellande
Chloë Bellande es una guionista y directora de cine canadiense.

## Primeros años
Bellande comenzó a escribir a la edad de 11 años. Asistió al Dawson College en Montreal y, nativa de la ciudad, se graduó después en la Universidad Concordia en 2007.

## Películas
La primera película de Bellande fue Battle of Souls, la cual ella escribió y dirigió en 2008. La película se mostró en festivales como el New York International Independent Film and Video Festival, donde fue nominada por mejor película presentada. También fue votada mejor película internacional en el Festival Internacional de Cine de Hollywood. La película fue filmada en Montreal, en el barrio de Longueuil, y cuenta la historia de un joven soldado canadiense atrapado en un triángulo amoroso. El diálogo de la película está tanto en inglés como en francés.
En 2012, escribió y dirigió la película While the Village Sleeps, una película de horror que fue mostrada en el Festival de Cine de Chicago y en el Festival de Cannes. El guion ganó el primer puesto de Mejor Guion Internacional en el Festival de Cine Internacional de Rhode Island en 2012, mientras que el tráiler de la película fue una Selección Oficial en los Hollywood Discovery Awards.
En 2014, publicó el corto de diecisiete minutos Will of Fortune. Filmado en la ciudad de Nueva York e inspirado por los reales juicios por asesinato de Guy Turcotte y Susan Wright, dos personas que habían apuñalado a familiares cercanos hasta matarles, fue finalista por mejor guion en el Festival de Cine de Beverly Hills, el World Series of Screenwriting y el Richmond International Film Festival, donde la película fue también elegida como una Official Selection. Will of Fortune fue primero emitida en el 67.º Festival de Cannes y fue también presentado en la Comic Con de Quebec de 2014. Es la fundadora  y propietaria de Blue Infinity Films.

## Trabajo televisivo
Bellande ha trabajado como productora de contenido televisivo en ICI network, donde también produce sus propias series y presenta su propio programa de entrevistas en español 15 minutos de fama. También ha trabajado como asistente de producción para la serie 19-2.